# Engelbostel
Engelbostel ist ein Ortsteil der Stadt Langenhagen in der niedersächsischen Region Hannover.

## Geografie
Der Ort liegt südwestlich des Flughafens Hannover-Langenhagen in dessen unmittelbarer Nähe. Östlicher Nachbarort ist Schulenburg; westlich befinden sich die zur Stadt Garbsen gehörenden Ortschaften Berenbostel und Stelingen.

## Geschichte
Engelbostel feierte 2008 sein 975-jähriges Bestehen, jedoch wird vermutet, dass der Ort bereits um das Jahr 900 gegründet wurde.
Schon „um 1100“, urteilte der Archäologe Helmut Plath nach Bodenfunden, war der St. Gallenhof, „die Keimzelle der Stadt“ Hannover, dem Kirchspiel von St. Marien zu Engelbostel zugeordnet. Doch das Kirchengebäude selbst ist 1196 erstmals überliefert in Schenkungsurkunden des Grafen von Roden an das Kloster Marienwerder. Von der Martinskirche Engelbostel, wie sie im 15. Jahrhundert auf ihren Vorgängern errichtet wurde, steht heute vermutlich noch der Kirchturm. An ihn wurde 1788 der Neubau des Kirchenschiffes gelehnt.
Für das Jahr 1808 berichten die Akten des Pfarrarchives im Zusammenhang mit seinen wirtschaftlichen Einkünften von 64 Häusern im Ort. Der Name „Engelbostel“ leitet sich von dem ursprünglichen „Endelindebostelde“ oder „Hendelingeburstelle“ ab, was so viel bedeutet wie: „Burgstelle eines Edelmanns“. Damit ist Engelbostel historisch der älteste Ortsteil der Stadt Langenhagen.

### Eingemeindungen
Im Jahr 1928 wurde der bisher gemeindefreie Gutsbezirk Kananohe mit der Gemeinde Engelbostel vereinigt.
Am 1. März 1974 wurde anlässlich der Gebietsreform in Niedersachsen die zuvor selbstständige Gemeinde Engelbostel nach Langenhagen eingegliedert.

### Einwohnerentwicklung
| Jahr | Einwohner | Quelle |
| ---- | --------- | ------ |
| 1910 | 00818 ¹   | [ 4 ]  |
| 1925 | 00851 ²   | [ 5 ]  |
| 1933 | 0871      | [ 5 ]  |
| 1939 | 0982      | [ 5 ]  |
| 1950 | 1638      | [ 6 ]  |
| 1956 | 1604      | [ 6 ]  |
| 1973 | 2650      | [ 7 ]  |
| 2016 | 2991      | [ 8 ]  |
| 2020 | 3088      | [ 1 ]  |

¹ der 1928 eingemeindete Gutsbezirk Kananohe (= 6 Einwohner) mit einberechnet

² der 1928 eingemeindete Gutsbezirk Kananohe (= ohne Einwohnerangabe) mit einberechnet
|  |

## Politik

### Ortsrat
Der Ortsrat von Engelbostel setzt sich aus vier Ratsfrauen und fünf Ratsherren zusammen.
- CDU: 4 Sitze
- SPD: 3 Sitze
- Unabhängige Wähler Engelbostel: 1 Sitz
- Grüne: 1 Sitz

(Stand: Kommunalwahl 12. September 2021)

### Ortsbürgermeister
Die Ortsbürgermeisterin von Engelbostel ist Bettina Auras (CDU). Ihr Stellvertreter ist Wilhelm Eike (SPD).

### Wappen
Der Entwurf des Kommunalwappens von Engelbostel stammt von dem Heraldiker und Wappenmaler Gustav Völker, der zahlreiche Wappen in der Region Hannover erschaffen hat. Das Wappen wurde am 10. Juli 1951 durch den Niedersächsischen Minister des Innern verliehen.
| Wappen von Engelbostel | Blasonierung: „In Rot über grünem Boden ein silberner Kirchturm (Engelbostel), belegt mit einem roten Schild, darin ein goldener Löwe ein gestürztes Schwert haltend. Oben zu beiden Seiten des Turmes ein silberner, dreiblättriger Lindenzweig.“ |
| Wappen von Engelbostel | Wappenbegründung: Das Wappen soll symbolisch Vergangenheit und Gegenwart der Geschichte des Dorfes Engelbostel darstellen. Der Kirchturm war früher gleichzeitig Wehrturm. Die Lindenblätter sollen als Sinnbild der Gerichtslinde zum Ausdruck bringen, dass Engelbostel früher Sitz eines Gogerichtes war, dasselbe gilt für das Schwert in der rechten Vorderpranke des Löwen, der frühere Zugehörigkeit des Ortes zum Amt Langenhagen darstellen soll. |

## Kultur und Sehenswürdigkeiten
Bauwerke
- Als Wahrzeichen Engelbostels gilt der alte Kirchturm der St.-Martins-Kirche. Sie gilt als Mutterkirche der Kirchengemeinden nördlich der Leine und ist vermutlich die älteste Kirchengemeinde im Norden Hannovers. Die enthaltene historische Orgel stammt aus dem 17. Jahrhundert.[11]

## Wirtschaft und Infrastruktur

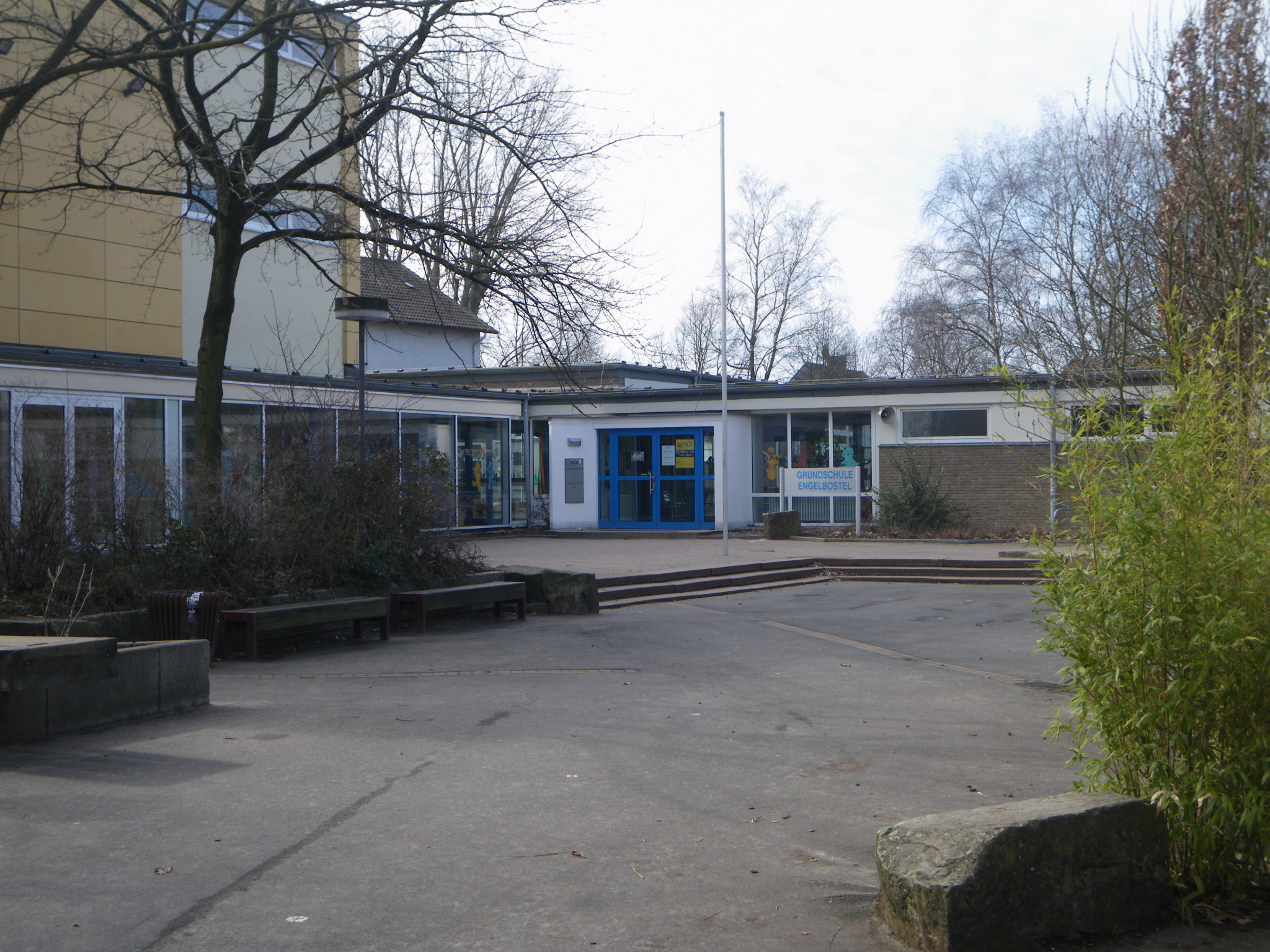
Grundschule in Engelbostel

Im Ort befinden sich eine Grundschule und die Kindertagesstätte der Martinskirchengemeinde sowie ein im Jahr 1972 gegründeter Kinderladen. In den 90er Jahren brannte das Gebäude des Kinderladens bei einer Faschingsfeier aus. Jedoch kam es weder zu Verletzten noch zu Toten. 
Die zentral gelegene und auch aus dem Neubaugebiet in Schulenburg gut erreichbare Grundschule von Engelbostel wurde in den 2010er Jahren zu einer Ganztagsschule entwickelt.
Im Ort sind ein Supermarkt, Apotheke, Bäckerei, ein Schreibwarenladen sowie eine Tankstelle vorhanden.
Engelbostel wird von drei Buslinien von Üstra und Regiobus Hannover bedient. Es gibt Verbindungen nach Hannover-Nordhafen (Anschluss zur Stadtbahn), Langenhagen, Garbsen und Mandelsloh.
Im Jahr 2019 wurde das neue gemeinsame Feuerwehrhaus der Feuerwehren von Engelbostel und Schulenburg am Stadtweg in Engelbostel eingeweiht. Vorausgegangen waren 15 Jahre Diskussionen und Planung. Für das Feuerwehrhaus hat die Stadt Langenhagen 5,2 Millionen Euro investiert und das Gebäude wurde in 14 Monaten fertiggestellt.

## Persönlichkeiten

### Söhne und Töchter des Ortes
- Carl Christoph Hachmeister (1710–1777), Organist
- Augustus Frederick Christopher Kollmann (1756–1829), in London lebender Organist, Musiktheoretiker und Komponist
- Konrad Büttner (1830–1913), Kommunalpolitiker, Ortsvorsteher, Maurermeister und Ziegeleibesitzer
- Detlef Krause (* 1952), Missionar, evangelikaler Theologe, Pfarrer der Württembergischen Landeskirche und war von 2003 bis 2017 Direktor der Liebenzeller Mission
- Oliver Kalkofe (* 1965), Satiriker, Kolumnist, Schauspieler und Synchronsprecher

### Personen, die mit dem Ort in Verbindung stehen
- Ludolf Siegfriedt (17. Jahrhundert–nach 1673), hannoverscher Glocken-, Stück- und Rotgießer, er galt als „meistbeschäftigter Glockengießer der Zeit“, er fertigte 1651 die Glocke für die Martinskirche in Engelbostel
- Hans Just (1899–1969), Braun- und Steinkohlenchemiker sowie Hochschullehrer, seine Studienreise in die USA führte letztendlich zum Bau des ersten europäischen Gasgroßspeichers in Engelbostel
- Gustav Schenk (1905–1969), Schriftsteller und Fotograf, er wohnte in einer Moorhütte in Engelbostel
- Holger Kiesé (* 1959), evangelischer Diakon, Kirchenmusiker und Liedermacher, er war Diakon und Kirchenmusiker in Engelbostel